# Hancock (Wisconsin)
Hancock is een plaats (village) in de Amerikaanse staat Wisconsin, en valt bestuurlijk gezien onder Waushara County.

## Demografie
Bij de volkstelling in 2000 werd het aantal inwoners vastgesteld op 463. In 2006 is het aantal inwoners door het United States Census Bureau geschat op 440, een daling van 23 (-5,0%).

## Geografie
Volgens het United States Census Bureau beslaat de plaats een oppervlakte van 2,9 km², waarvan 2,8 km² land en 0,1 km² water. Hancock ligt op ongeveer 331 m boven zeeniveau.

## Plaatsen in de nabije omgeving
De onderstaande figuur toont nabijgelegen plaatsen in een straal van 24 km rond Hancock.